# Benjamin Harrison Eaton

Benjamin Eaton

Benjamin Harrison Eaton (* 15. Dezember 1833 in Coshocton, Ohio; † 29. Oktober 1904 in Greeley, Missouri) war ein US-amerikanischer Politiker (Republikanische Partei) und von 1885 bis 1887 der vierte Gouverneur des Bundesstaates Colorado.

## Frühe Jahre und politischer Aufstieg
Eaton besuchte die West Bedford Academy und ergriff dann selbst den Beruf des Lehrers. Diesen übte er zeitweise in Iowa aus. Im Jahr 1859 zog er nach Colorado. Dort und im angrenzenden New-Mexico-Territorium beteiligte er sich an der Suche nach Gold. Danach wurde er in Colorado Farmer. Während des Bürgerkrieges diente er in einer Freiwilligen-Einheit aus New Mexico.
Im Jahr 1866 wurde er zum Friedensrichter gewählt. Dieses Amt übte er neun Jahre lang aus. Gleichzeitig war er sechs Jahre lang Landrat (County Commissioner) im Weld County. Im Jahr 1872 war er Abgeordneter im territorialen Parlament; 1875 wurde er in den Senat des Colorado-Territoriums gewählt. Im Jahr 1884 wurde er zum neuen Gouverneur seines Staates gewählt.

## Gouverneur von Colorado
Eaton trat sein neues Amt am 13. Januar 1885 an. In seiner zweijährigen Amtszeit sorgte er sich vor allem um landwirtschaftliche Belange wie beispielsweise Bewässerungsprobleme oder die Unterstützung der Farmer und deren Einrichtungen. Ein Konflikt über die Nutzung des bis dahin noch freien Landes musste mit Hilfe einer Entscheidung von US-Präsident Grover Cleveland beigelegt werden. Nach Ablauf seiner Amtszeit verzichtete Eaton auf eine neuerliche Kandidatur.
Nach seiner Gouverneurszeit widmete sich Eaton wieder seinen landwirtschaftlichen Interessen. Er erbaute eines der größten Bewässerungssysteme in Colorado. In der nach ihm benannten Stadt Eaton errichtete er eine Mühle. Benjamin Eaton starb am 29. Oktober 1904. Er war zweimal verheiratet und hatte insgesamt drei Kinder.